# 新堀町 (名古屋市)
新堀町（しんぼりちょう）は、愛知県名古屋市北区にある地名。丁番を持たない単独町名である。住居表示未実施。

## 地理
名古屋市北区の東部に位置する。南から東は堀川に残る上飯田町字向砂田を挟み上飯田西町・上飯田通、北から西は辻町、南西で辻本通に接する。町域は愛知県道102号名古屋犬山線（防衛道路）に沿って細長く設定されている。

## 歴史

### 町名の由来
『名北小学校誌』によると黒川の開削に関する地名であるという。

### 沿革
- 1935年（昭和10年）3月10日 - 上飯田町字河田・向砂田・子新田・戌新田・砂田の各一部により成立[1]。
- 1939年（昭和14年）4月1日 - 上飯田町字向砂田・砂田・郷中・川田の各全部を編入[1]。
- 1944年（昭和19年）2月11日 - 北区成立により同区所属となる。

## 世帯数と人口
2022年（令和4年）1月1日現在の世帯数と人口は以下の通りである。
| 町丁   | 世帯数  | 人口  |
| ------ | ------- | ----- |
| 新堀町 | 174世帯 | 331人 |

### 人口の変遷
国勢調査による人口の推移
| 2000年（平成12年） | 323人 | [ 8 ]  |  |
| 2005年（平成17年） | 333人 | [ 9 ]  |  |
| 2010年（平成22年） | 292人 | [ 10 ] |  |
| 2015年（平成27年） | 270人 | [ 11 ] |  |

## 学区
市立小・中学校に通う場合、学校等は以下の通りとなる。また、公立高等学校に通う場合の学区は以下の通りとなる。
| 番・番地等 | 小学校             | 中学校               | 高等学校 |
| ---------- | ------------------ | -------------------- | -------- |
| 全域       | 名古屋市立辻小学校 | 名古屋市立北陵中学校 | 尾張学区 |

## 交通

### バス
- 名古屋市営バス（名古屋市交通局）
  - かつては新堀町停留所が設置されていたが、名古屋市営地下鉄上飯田線開業に伴う路線再編により路線と共に廃止され、現在町域内にバス路線・バス停は存在しない。

### 道路
- 愛知県道102号名古屋犬山線（防衛道路）

## 施設
- 名古屋三階橋郵便局
- 天理教京兵分教会

## その他

### 日本郵便
- 郵便番号 : 462-0801[4]（集配局：名古屋北郵便局[14]）。